# Хабезький район
Хабезький район (кабард. Хьэбэз къедзыгъуэ
) — муніципальний район у складі Карачаєво-Черкеської Республіки.
Адміністративний центр — аул Хабез.

## Географія
Хабезький район розташований в західній частині республіки і межує з землями: Адиге-Хабльського і Ногайського районів на півночі, з Абазинським і Прикубанським районами на сході, з Усть-Джегутинським районом на південному сході, з Зеленчуцьким районом на півдні і південному заході, а також з Краснодарським краєм на заході.
За зональним районуванням територія району з півночі на південь ділиться на 2 зони — передгірську і гірську. Середні висоти на території району коливаються від 400 до 1000 метрів над рівнем моря.
Гідрографічна мережа на території району представлена в основному річками — Великий Зеленчук і Малий Зеленчук з її притоками (Кардонік, Камлюка, Кадмез, Ельбурган і т.д).
Загальна площа території району складає — 565 км².

## Історія
12 січня 1965 року Президія Верховної Ради РРФСР ухвалила:
- Утворити Урупський район — центр станиця Преградна.
- Скасувати Урупський промисловий район Карачаєво-Черкеської автономної області
- Хабезький сільський райони Карачаєво-Черкеської автономної області разом з іншими перетворити в райони.

В 2006 році аули Інжич-Чукун і Ельбурган передані до складу новоствореного Абазинського району.

## Населення
Населення — 30 611 осіб.
Національний склад
За даними Всеросійського перепису населення 2010 року:
| Народ      | Чисельність, чол. | Частка від усього населення,% |
| ---------- | ----------------- | ----------------------------- |
| черкеси    | 28902             | 95,2 %                        |
| Ногайці    | 622               | 2,0 %                         |
| Абазини    | 372               | 1,2 %                         |
| Росіяни    | 174               | 0,6 %                         |
| Карачаївці | 78                | 0,3 %                         |
| Інші       | 208               | 0,7 %                         |
| Усього     | 30356             | 100 %                         |

## Економіка
В останні роки був газифікований цілий ряд населених пунктів району. У ряді аулів відкрилися школи, дитячі садки та інші соціальні об'єкти. Крім того, нещодавно на території району з'явився готельно-оздоровчий комплекс «Адиюх-Пелас». Серед інших новобудов Хабезького району — станція міжнародної системи стеження за ядерними випробуваннями.

## Пам'ятки
В районі знаходиться декілька печер і карстових провалів:
- Печери
  - Червона
  - Солом'яна
  - Хабезька — печера розташована в лівому борту балки Біла (притока річки Малий Зеленчук) за 2 км на північний захід від аулу Хабез. Печера приурочена до тектонічної тріщині в вапняках верхньої крейди. Довжина цієї печери-щілини, доступна для проходу, становить 45 м, ширина від 0,4 м до 1,5 м, висота 7,5 м. Температура повітря в печері 5 °С, вологість 75 %, вміст СО, — 0,5 %. Вхід важкодоступний, розташований в прямовисній скелі на висоті 7-8 м від підніжжя.

- Провали
  - Хаймаші — карстові провали за 2 км на захід від південної околиці аулу Хабез. Чотири провали розташовуються на площі близько 2 га на схилі масиву, який є вододілом річок Великий і Малий Зеленчук. Провали, судячи з усього, є обвалилися або просівшими підземними порожнинами, виробленими в юрських пісковиках.

Карстові провалля в районі Хабеза вперше описав у науковій літературі Р. А. Бураєв в 1954 році.